# McDonnell Douglas DC-10
O McDonnell Douglas DC-10 é um trijato widebody comercial que foi desenvolvido e fabricado pela McDonnell Douglas como sucessor do McDonnell Douglas DC-8. Possuía um par de motores localizados nas asas e um terceiro na base da cauda. O DC-10 foi inicialmente planejado para voos transcontinentais, mas exigências do mercado fizeram com que a McDonnell Douglas estendesse seu alcance. Aviões concorrentes eram o trijato Lockheed L-1011 Tristar, o Boeing 747 (posteriormente seu sucessor, o Boeing 767) e o Airbus A300.

## Histórico
O McDonnell Douglas DC-10 foi um novo marco na aviação de larga escala. Um trijato, ultramoderno, seguro e confortável para a sua época. A maioria das grandes empresas aéreas que se utilizavam de rotas transatlânticas operaram o DC-10, modelo que gozava também de muito prestígio junto às operadoras de turismo e empresas cargueiras.
A produção do primeiro modelo foi iniciada em janeiro de 1968 e, em 1971, foi feita a primeira entrega da aeronave para rotas comerciais. A produção continuou até 1989, com 386 entregas na versão comercial e outras 60 na versão militar, chamada de KC-10, para uso como cargueiro e avião-tanque de reabastecimento aéreo, totalizando com isso 446 aeronaves. As aeronaves militares foram todas para a Força Aérea dos Estados Unidos.
A produção do DC-10 ocorria na sede da Douglas, em Long Beach, Califórnia. Foram construídas seis versões da aeronave: DC-10/10, DC-10/15, DC-10/30, DC-10/40, DC-10/30F e DC-10 Conversível, para as séries 10, 30 e 40. No ano seguinte foi lançada a série 40, com motores JT9D turbofan da Pratt Whitney (única versão que utilizava esse motor com 53.000 libras de empuxo), 9.265 km de autonomia e peso máximo de decolagem de 251,7 toneladas. No mesmo ano já estava em serviço regular. O DC-10, foi a primeira aeronave certificada pelo FAA a atingir o "stage 3", de poluição sonora e do ar, demonstrando com isso a alta tecnologia dos seus motores. As exigências internacionais nesse sentido também eram atendidas pelo DC-10.
O DC-10 foi substituído pelo McDonnell Douglas MD-11, que entrou em serviço em 1990, tendo ocorrido até hoje apenas um acidente grave com esse modelo, em 1998, no voo 111 da Swissair, que caiu ao mar após um incêndio a bordo, matando 229 pessoas. Já o DC-10 teve quatro principais acidentes: o Voo American Airlines 96, em 1972, que pousou com sucesso; o Voo Turkish Airlines 981, em 1974, que não teve a mesma sorte, matando os ocupantes da aeronave; o terceiro, em 1979, foi em Chicago, no Voo American Airlines 191, durante a decolagem, e também todos os ocupantes vieram a óbito; o quarto, em 1989, no Voo United Airlines 232, onde 111 dos 285 ocupantes faleceram.
Desses quatro acidentes, os dois primeiros foram causados por um problema na trava da porta de bagagem, no voo da AA a porta escapou e deixou um buraco na fuselagem que causou uma mudança de pressão na aeronave, fazendo com que o chão sob os pés dos passageiros rachasse ao meio. Essa rachadura atingiu a parte de controle da aeronave, fazendo com que os pilotos ficassem com pouco controle da aeronave. Já no voo da Turkish Airlines, todo o controle foi perdido. No acidente de Chicago, um dos motores se desprendeu da asa esquerda durante a decolagem, danificando as superfícies aerodinâmicas e tornando a aeronave incontrolável.
No Voo United Airlines 232, houve uma falha catastrófica no motor da cauda que levou a perda de vários sistemas de controle da aeronave, o piloto tentou fazer um pouso de emergência no aeroporto de Sioux City, mas acabou sendo malsucedido e gerou o acidente.
Como curiosidade, esse modelo de aeronave é citado na música Spanish Bombs da banda inglesa The Clash.

## Versões

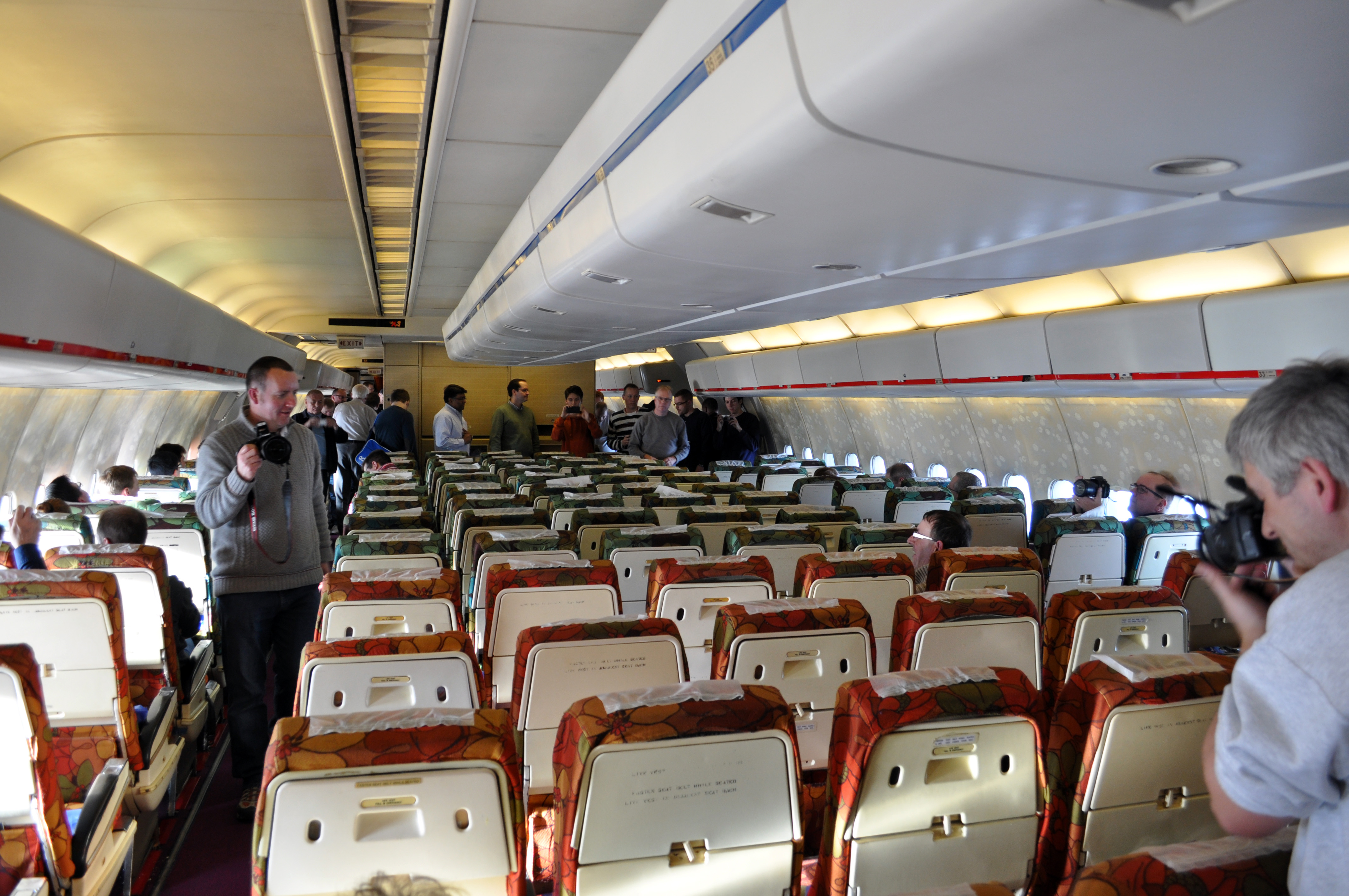
interior de um DC-10 na configuração 2-5-2.

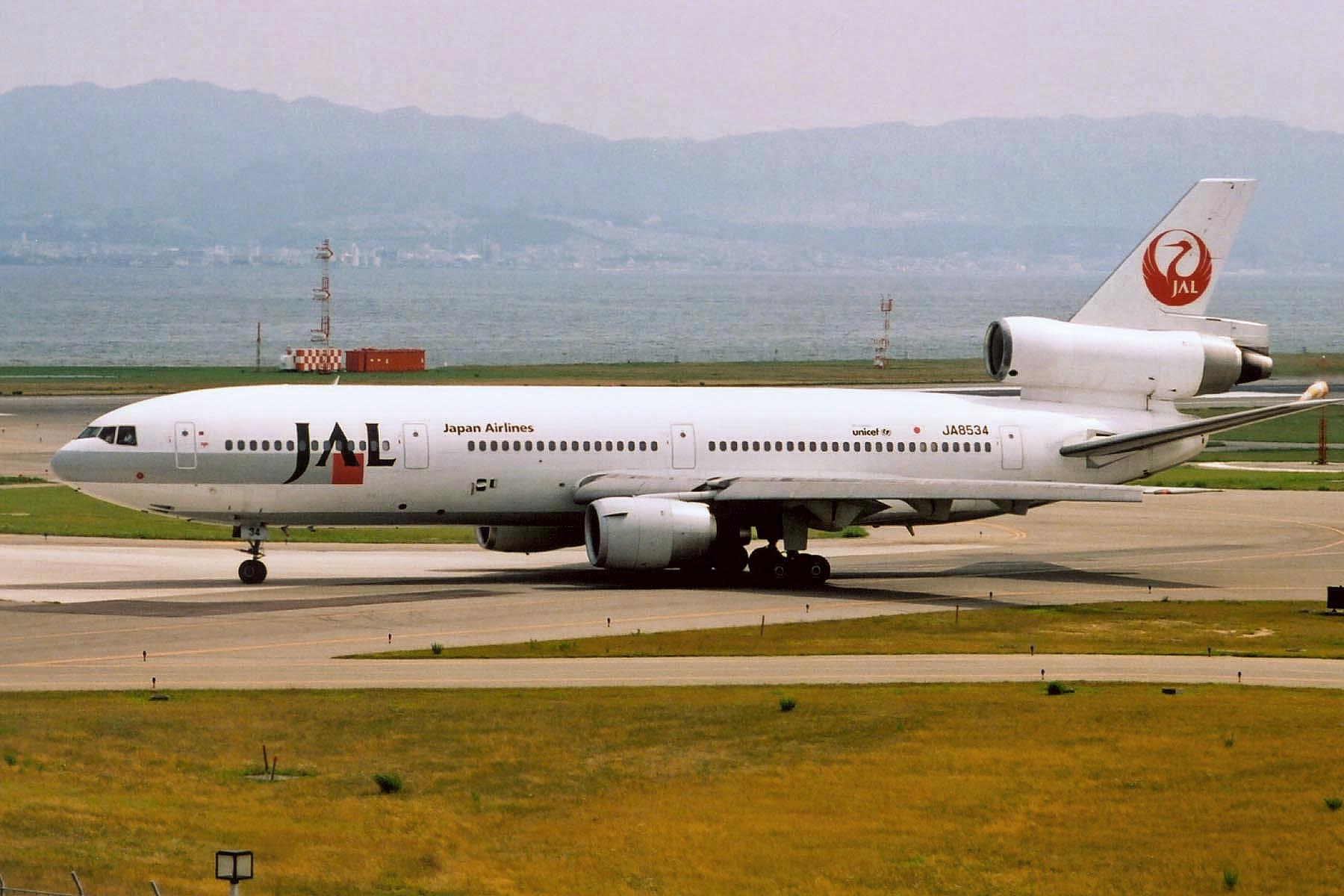
DC-10-40 da Japan Airlines.

- DC-10-10: A série 10, tinha autonomia para 6 112 km, utilizava motores GE CF6-6 com 17 144 kg. de empuxo cada e foi lançada em 29 de agosto de 1970 e certificada pelo FAA em 29 de julho de 1971. American Airlines e United Airlines iniciaram os voos com essa aeronave em 5 de agosto de 1971. A versão original era para 270 passageiros, 15 tripulantes, consumia 10 800 litros de combustível por hora e sua produção em série iniciou-se em Agosto de 1971.
- DC-10-15: A série 15 foi lançada em 1979 e era uma aeronave mista (menor, de tamanho equivalente ao DC-10-10 e mais potente como o DC-10-30). Era ideal para operar a grandes altitudes, com capacidade total de carga e em aeroportos mais altos ou muito quentes, quando em geral as aeronaves não podem operar com sua capacidade máxima. Sua autonomia era de 7 010 km.
- DC-10-30: Em 1973 foi lançada a série 30, com motores CF6-50 da GE e raio de ação de 10 010 km e 259,4 toneladas de peso máximo de decolagem. Nesse mesmo ano foi introduzida a versão conversível, podendo ser transformada em exclusivamente cargueira ou exclusivamente de passageiros em poucas horas. A versão "Convertible" poderia ser utilizada nas versões 10, 30 ou 40 - as disponíveis à época. Tinha capacidade para 453 metros cúbicos de carga ou acima de 380 passageiros em classe única. O DC-10/30 na sua versão original, levava 260 passageiros, 15 tripulantes e consumia 10 800 litros de combustível por hora de voo e a versão ER (Extended Range), idem, mas com maior autonomia. O seu valor à época do lançamento era de US$ 49,25 milhões (DC-10-30ER) e US$ 43,70 milhões (DC-10-30). Em maio de 1984, foi lançada a versão DC-10/30F - exclusivamente cargueira -, a pedido da FedEx. A primeira entrega foi em 24 de janeiro de 1986. Ela transportava 79 380 kg de carga e tinha autonomia para 6 115 km com carga máxima. Faz muito sucesso até hoje e várias aeronaves de passageiros foram convertidas em cargueiras, pois opera muita carga, com baixo custo operacional e em rotas mais longas, possuindo ainda, um valor agregado menor - com isso as prestações de financiamentos ou leasing se tornam menores - viabilizando o seu uso.
- DC-10-40: Idêntica à versão -30, inicialmente designado DC-10-20, a principal diferença da série -40 é ser impulsionada por motores PW JT9-59A. Foi encomendada e operada pela JAL e Northwest Orient Airlines, realizando seu primeiro voo em fevereiro de 1972. Pode ser diferenciada externamente pela tomada de ar de maior diâmetro, instalada no motor de cauda.

## No Brasil

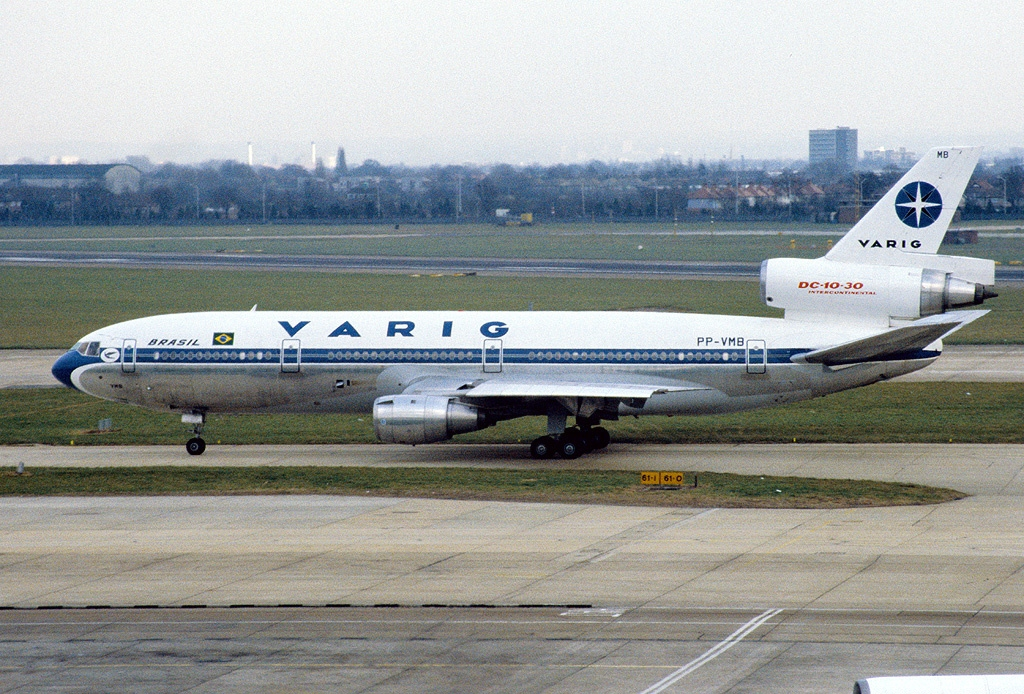
DC-10 da Varig.

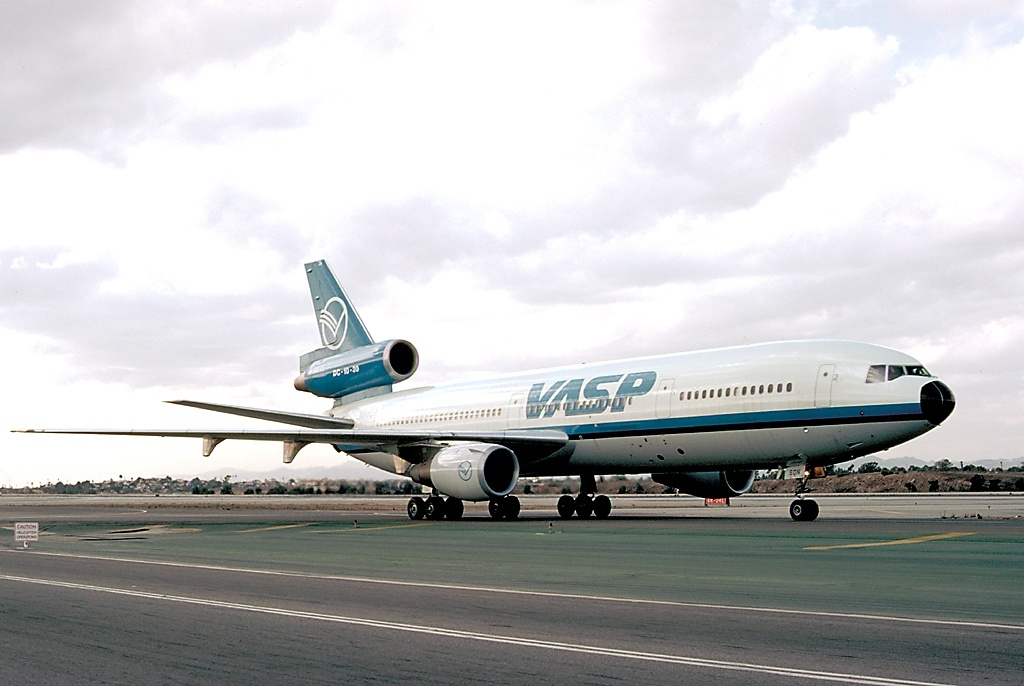
DC-10 da VASP

No Brasil, o McDonnell Douglas DC-10 foi utilizado amplamente pela Varig e VASP. Esse tipo de aeronave também foi utilizado para transporte de carga pela Varig Log, Master Top Airlines e Brasil Minas Express (Brasmex). O primeiro voo desse avião com a bandeira brasileira, foi do Rio de Janeiro à Porto Alegre, transportando o então presidente da Varig, Erick de Carvalho, empresários, políticos e convidados. Imediatamente depois entrou em serviço internacional, voando inicialmente para Nova York e Frankfurt e, posteriormente para toda Europa, América do Norte e Japão. No Brasil o DC-10-30 da Varig operou durante muitos anos a rota Rio de Janeiro-Brasília-Manaus (voo 204).

## Especificações
- Capacidade de passageiros: 250 a 380 passageiros.
- Comprimento: 55,5 metros.
- Envergadura: 50,4 metros.
- Altura: 17,7 metros.
- Peso (vazio): 121,198 toneladas.
- Peso máximo de decolagem: 565 000 Libras
- Alcance: 12 055 quilômetros.
- Teto operacional: 12 mil metros.
- Velocidade máxima: 982 km/h.